# No hay pelotas
No hay pelotas (Up 'n' Under) es una comedia deportiva inglesa de 1998 dirigida y escrita por John Godber y basada en la novela homónima del mismo director
Esta es la primera producción de Godber y fue rodada en Cardiff, Gales.

## Argumento
La trama se centra en un equipo amateur de rugby conocido como los "Wheatsheaf Arms" que deciden participar en la competición de la Rugby League Sevens que tendrá lugar en Kingston upon Hull. Uno de los jugadores (ya retirado): Arthur (Gary Olsen). Cuando Reg Welch (Tony Slattery), directivo corrupto de los Cobblers desafía a este a un partido, este le reta a que puede entrenar con cualquier equipo capaz de ganarle y acepta la puesta a pesar de que podría perder los ahorros de su vida.
Sin embargo, los miembros del Wheatsheaf resultan estar en muy baja forma y tienen un récord de derrotas difíciles de superar. Para acabar con su mala racha, aceptan la ayuda de un entrenador que resulta ser una mujer (Samantha Womack).

## Reparto
- Gary Olsen es Arthur.
- Richard Ridings es Frank.
- Samantha Womack es Hazel.
- Ralph Brown es Phil.
- Neil Morrissey es Steve.
- Adrian Hood es Tommy.
- David MacCreedy es Tony.
- Tony Slattery es Reg Welch.
- Brian Glover es Jack.
- Griff Rhys Jones es Ray Mason.
- Jane Clifford–Thorton es Doreen.
- Susan Tully es June.
- John Thomson es Stan.